# Иконников, Игорь Борисович
И́горь Бори́сович Ико́нников (9 сентября 1916, Киев — 2000, Санкт-Петербург) — учёный-кораблестроитель, декан приборостроительного факультета Ленинградского кораблестроительного института, доктор технических наук.

## Биография

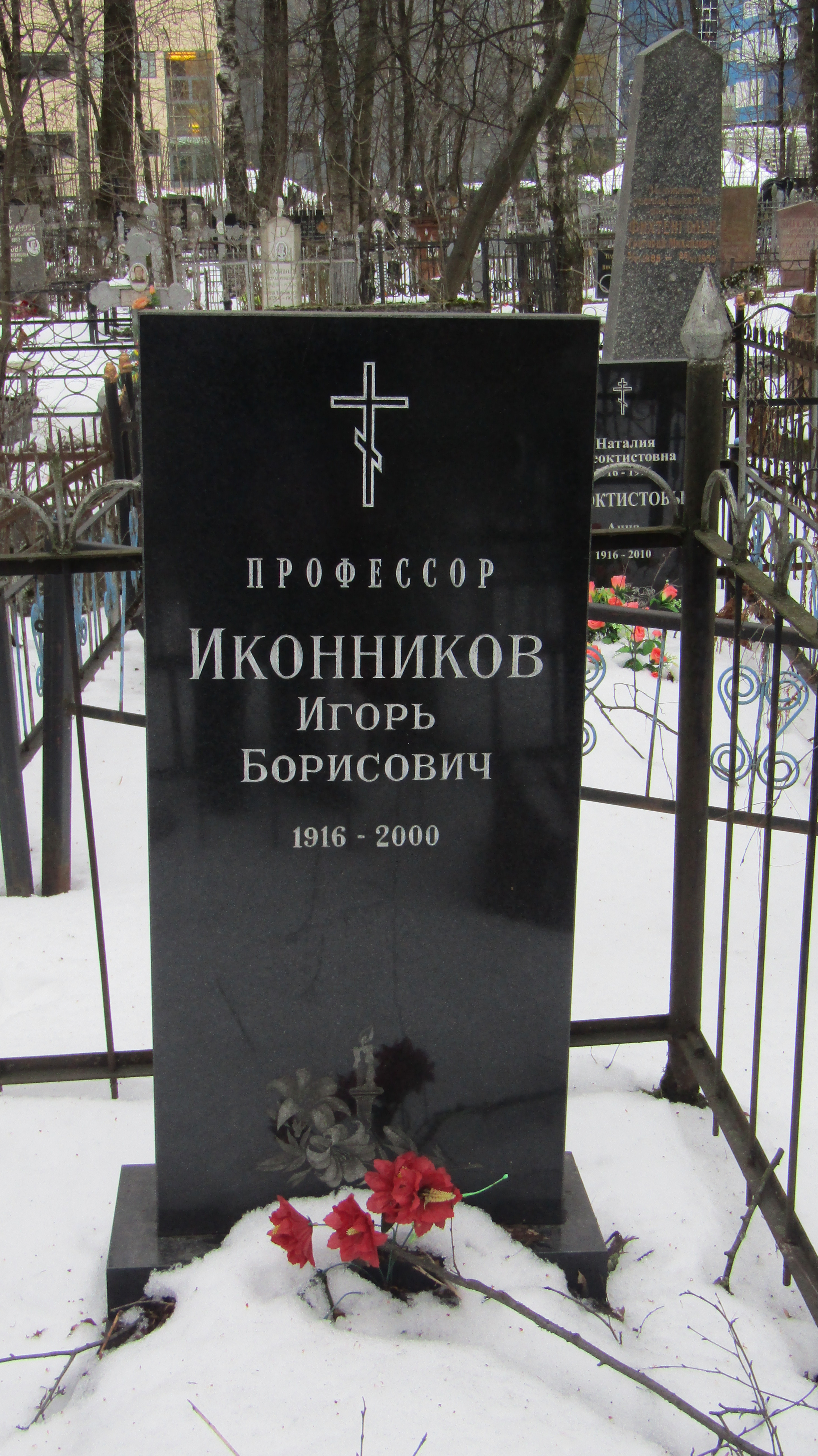
Могила Иконникова И.Б. Серафимовское кладбище, Санкт-Петербург.

Родился 9 сентября 1916 года. В 1933 году поступил в Ленинградский кораблестроительный институт и с отличием его закончил в 1939 году.
С 1939 года работал в ЦНИИ-45, принимал участие в разработке первых авианесущих кораблей отечественного флота (проект 71 и 71Б). Работал над расчетами прочности ангаров для авианосцев.
Перед началом войны И. Б. Иконников поступил в аспирантуру Ленинградского кораблестроительного института. Когда началась война, он оставался в блокадном Ленинграде и продолжал преподавать в подвале института на Лоцманской улице. Был участником бригады по решению оборонно-технических вопросов. Принимал участие в комплектовании партизанских групп. В феврале 1942 года правительство приняло решение эвакуировать личный состав института. Преподаватели и студенты ЛКИ покинули город через Ладожское озеро по «Дороге жизни».
С 1942 по 1944 год работал начальником конструкторского бюро во ВНИИ гидролизной промышленности. С 1945 года продолжил преподавать в Ленинградском кораблестроительном институте на приборостроительном факультете.
В 1944—1947 годах в Институте механики АН СССР.
В 1947—1960 годах в НИИ № 400 (ЦНИИ «Гидроприбор») — научный сотрудник, заведующий сектором. Разработал серию учебных пособий по проектированию крейсеров и других типов кораблей. В 1948 году исследовал распространение сферической ударной волны в воде, подводные взрывы, определил действие подводных взрывов на корпуса судов.
В 1950-е годы был главным конструктором гидродинамического трала для корабля-буксировщика тралов проекта 699.
С 1960 года в Ленинградском кораблестроительном институте. С 1966 года декан приборостроительного факультета (впоследствии переименован в факультет морского приборостроения). В 1970 году стал профессором и доктором технических наук. С 1973 года заведовал кафедрой «Электромеханические устройства». Игорь Борисович Иконников был почетным академиком Санкт-Петербургской инженерной академии. Автор более 120 научных работ.
Руководил разработкой и внедрением новых гидроакустических комплексов. Один из инициаторов создания нового направления научно-инженерной и учебной деятельности по подводной океанотехнике. В 1975—1982 годах — научный руководитель проблемной лаборатории по необитаемым подводным аппаратам. Читал лекции в университетах США (1976). Ответственный редактор серии сборников «Техника освоения океанов». Провел исследования по программам в широком диапазоне тем — от гидродинамики подводного взрыва и разработки принципов создания источников различных гидрофизических полей до задач динамики движения подводных аппаратов специального назначения. В своих экспериментах использовал необитаемые подводные аппараты различных типов.

## Публикации
- Самоходные необитаемые подводные аппараты. Под ред. Иконникова И. Б., Л., Издательство «Судостроение», 1986. — 264с. (Награждён медалью Всесоюзного конкурса «За лучшую научную работу»)[8].
- Иконников И. Б., Гаврилов В. М., Пузырев Г. В. Подводные буксируемые системы и буи нейтральной плавучести. СПб, Судостроение, 1998 — ISBN 5-7355-0301-4